# Levkiv, Jîtomîr
Levkiv (în ucraineană Левків) este localitatea de reședință a comunei Levkiv din raionul Jîtomîr, regiunea Jîtomîr, Ucraina.
Localitatea face parte din regiunea istorică Volânia, iar după tratatul de pace de la Riga din 1921 a devenit parte a Uniunii Sovietice.

## Demografie
Componența lingvistică a localității Levkiv
     Ucraineană (98,79%)
     Alte limbi (1,17%)
Conform recensământului din 2001, majoritatea populației localității Levkiv era vorbitoare de ucraineană (98,79%), existând în minoritate și vorbitori de alte limbi.